# تمثال داود
تمثال داوود للفنان مايكل آنجلو، منحوت من 1501م إلى 1504م. وقد أنجزه في 8 أيلول / سبتمبر 1504.
تمثال هائل يصل طوله إلى 6 أمتار تقريباً، كان منحوتة غير منتهية من قبل نحات آخر واستحوذ عليها مايكل آنجلو ليخلق منها ديفيد.
هذه التحفة كانت عبارة عن تمثال لذكر عاري يقف متكئ بكامل جسده على ساق واحدة بينما ساقه الأخرى تراها ممتدة، فتوحي لك هذه الوضعية إلى تحرك وشيك قادم، وبإبداع مايكل آنجلو تستطيع أن ترى التوتر الذي يعطيك إياه التمثال لتشعر بالتحفز والإثارة لحركة ديفيد التالية، حيث يقف ديفيد وهو يترصد لعدوه منتظراً اللحظة المناسبة للتحرك. مع خبرة مايكل الكبيرة في علم التشريح (درس التشريح من خلال الجثث على مدى خمس سنوات كاملة) سنستغرب ضخامة رأس ديفيد ويديه مقارنة مع بقية جسده، ويبرر النقاد ذلك بأن النصب كان من المفترض أن يكون على سطح كاتدرائية فلورنسا وتضخيم اليدين والرأسين يلعب دوراً كبيراً في جعل الشكل العام واضح ومتناسق من الأسفل، إلا أن النصب لم يوضع هناك أبدا فبدلاً من ذلك وضع في مركز الحكومة الفلورنسية وتم تبديل معنى النصب من المعنى الديني إلى المرونة والقوى السياسية ضد قوة الاستبداد.
في الذكرى الـ500 لتمثال داوود الشهير أثارت عملية تنظيف ذلك التمثال بالمياه المقطرة جدلا واسعا حيث وافق وزير الثقافة الإيطالي جوليانو أورباني على تنظيف تمثال داوود بالمياه المقطرة رغم احتجاج العديد من الخبراء على طريقة التنظيف  حيث رأى البعض أن تلك الطريقة في التنظيف ستلحق أضرارا بالرخام وسط مخاوف من أن تصبح منحوتة داوود أشبه بمنحوتة عادية من الجص  وطرح الخبراء فكرة التنظيف الجاف الذي رفضه وزير الثقافة جوليانو أورباني.

## نماذج مقلده
هناك العديد من النماذج المقلدة كاملة الحجم للتمثال في جميع أنحاء العالم. نسخة في متحف فيكتوريا وألبرت في لندن كان يقصد لتعليم طلاب الفنون، وكذلك ما يلقى في فيلادلفيا ومتحف الفنون في الهواء الطلق متحف النحت في أنتويرب، بلجيكا.
وبعد عام 1504 تم نحت تماثيل آدم وحواء من معدن شبيه بالبرونز والتوتيا وارتفاع التماثيل يصل إلى 60-61 سنتميترات واللون أسود لرجل عاري وامراة عارية ورأس تمثال الرجل يشبة رأس تمثال داوود ويوجد من التماثيل عشرة تماثيل أصلية مزدوجة لتماثيل آدم وحواء وهي تماثيل غير موقع عليها وتم نحت تلك التماثيل في فلورنسا. والتماثيل المقلدة لآدم وحواء منحوتة من الخشب وأيضاً منحوته من الجبس وهي ليست التماثيل الأصلية. فالتماثيل الأصلية منحوتة من المعدن ورأس تمثال داوود تشبة رأس تمثال آدم تلك هي التماثيل الأصلية.

## وصلات خارجية
- Italy guides
- Ms

1. 1 2   https://www.galleriaaccademiafirenze.it/opere/david/. {{استشهاد ويب}}: |url= بحاجة لعنوان (مساعدة) والوسيط |title= غير موجود أو فارغ (من ويكي بيانات) (مساعدة)
2. ↑  Make Lists, Not War (بالإنجليزية), QID:Q97309629
3. ↑   https://accademia.stanford.edu/mich/more-david/more-david.html. {{استشهاد ويب}}: |url= بحاجة لعنوان (مساعدة) والوسيط |title= غير موجود أو فارغ (من ويكي بيانات) (مساعدة)
4. ↑   https://muzeodrome.substack.com/p/la-reproductibilite-technique-de. {{استشهاد ويب}}: |url= بحاجة لعنوان (مساعدة) والوسيط |title= غير موجود أو فارغ (من ويكي بيانات) (مساعدة)
5. ↑  alimbratur نسخة محفوظة 16 فبراير 2007 على موقع واي باك مشين. "نسخة مؤرشفة". مؤرشف من الأصل في 2016-03-14. اطلع عليه بتاريخ 2018-07-30.{{استشهاد ويب}}:  صيانة الاستشهاد: BOT: original URL status unknown (link)
6. ↑  almustaqbal نسخة محفوظة 19 أبريل 2009 على موقع واي باك مشين. "نسخة مؤرشفة". مؤرشف من الأصل في 2009-04-19. اطلع عليه بتاريخ 2007-03-03.{{استشهاد ويب}}:  صيانة الاستشهاد: BOT: original URL status unknown (link)